# Josef Škvorecký

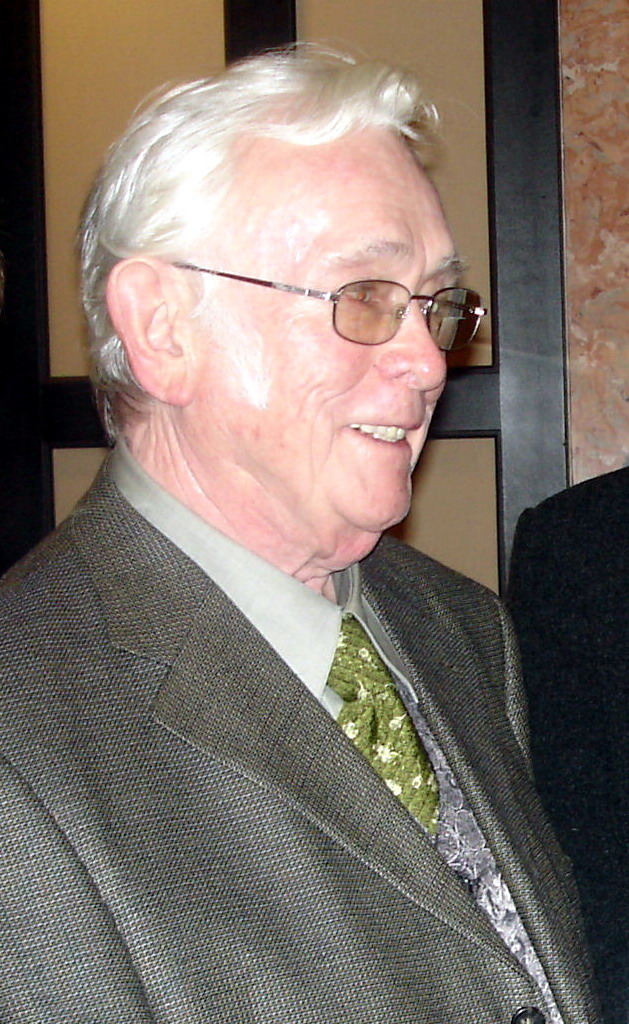
Josef Škvorecký – Náchod 2004

Josef Škvorecký (* 27. September 1924 in Náchod, Tschechoslowakei; † 3. Januar 2012 in Toronto, Kanada) war ein tschechischer Schriftsteller, Übersetzer und Verleger. Ab Ende 1969 lehrte er Amerikanische und Moderne Englische Literatur an der Universität Toronto.

## Leben
Seine Eltern waren der höhere Bankbeamte Josef Škvorecký (1897–1967) und Anna, geborene Kurážova (1896–1947), die aus dem Chodenland stammte. Josef Škvorecký besuchte das Gymnasium seiner Heimatstadt, das er 1943 mit dem Abitur abschloss. Da die tschechischsprachigen Hochschulen von der deutschen Besatzung des Protektorats bereits 1939 durch die Sonderaktion Prag geschlossen worden waren, konnte er nicht studieren; stattdessen wurde er zum Arbeitseinsatz bei der Firma Metallbauwerk Nachod KG Zimmermann, Schilling & Co. verpflichtet, wo u. a. Zubehörteile für die Messerschmitt BF 111, die V1 und die Focke-Wulf hergestellt wurden. Später wurde er für kurze Zeit nach Nové Město nad Metují und bei Kriegsende für die Textilwerke der Brüder Josef und Cyril Bartoň in Nachod zwangsverpflichtet. Diese Zeit beschreibt er in den Romanen Der Seeleningenieur und Feiglinge, während an die Gymnasialzeit der letzten Schuljahre in Eine prima Saison erinnert wird. Noch während der Gymnasialzeit gründete er in Náchod die Band „Red Music“, in der er Saxophon spielte. Nach Kriegsende begann er ein Medizinstudium an der Karlsuniversität Prag, wechselte jedoch nach einem Semester an die Philosophische Fakultät, wo er Anglistik und Philosophie studierte. Nach Abschluss des Studiums 1949 arbeitete er zwei Jahre lang als Lehrer an Schulen in Broumov, Police und Hořice. 1951 promovierte er an der Karls-Universität mit einer Dissertation über Thomas Paine mit dem Titel „Thomas Paine a jeho vztah k dnešku“. Nach einem zweijährigen Militärdienst ging er als Redakteur zum Státní nakladatelství krásné literatury (Staatlicher Verlag für Schöne Literatur). Ab 1956 war er Redakteur der von ihm mitbegründeten Zweimonatsschrift „Světová literatura“. Wegen des Skandals, den sein 1948/1949 geschriebener, aber erst 1958 veröffentlichter Erstlingsroman Zbabělci (Feiglinge) auslöste, wurde er an eine untergeordnete Stelle im Verlag versetzt. In dem Roman werden die nationalsozialistische Okkupation und die Náchoder Ereignisse am Kriegsende ohne jedes Pathos aus der Sicht eines jungen Jazzfreaks geschildert. Erst 1963, während der Phase der Liberalisierung des kulturellen Lebens in der Tschechoslowakei, die zum Prager Frühling führte, durfte er erneut publizieren. 1968 erhielt er ein einjähriges Stipendium für einen Aufenthalt in Kalifornien, den er im Januar 1969 antrat. Nachdem im selben Jahr die Veröffentlichung seines Romans „Tankový prapor“ von den tschechoslowakischen Behörden verweigert wurde, beschloss er, nicht zurückzukehren. Nach Ablauf des Stipendiums ließ er sich gemeinsam mit seiner Frau, der Schriftstellerin Zdena Salivarová, in Toronto nieder. Anschließend lehrte er bis zu seiner Pensionierung an der Universität Toronto als Professor Amerikanische Literatur sowie moderne Englische Literatur. Gemeinsam mit seiner Frau gründete er in Toronto den Exilverlag 68 Publishers, wo 1971 die Erstausgabe von „Tankový prapor“ erschien. Der Verlag wurde zu einem Mittelpunkt tschechischer Exilliteratur mit Autoren wie Václav Havel, Milan Kundera oder Ludvík Vaculík.
Škvorecký übersetzte moderne amerikanische Autoren wie Ernest Hemingway, Raymond Chandler, Henry James und William Faulkner ins Tschechische. Daneben schrieb er – teils gemeinsam mit Jan Zábrana – Kriminalromane und Detektivgeschichten.
1978 wurde ihm die tschechoslowakische Staatsangehörigkeit entzogen.
In vielen seiner Romane, die immer wieder um die Jugend seines Erzählers Daniel Smiřický (genannt Danny) kreisen, beschäftigt er sich mit jüdischer Thematik, wie sie sich unvermeidbar unter deutscher Herrschaft im Protektorat darstellte und im Bekanntenkreis seines Erzählers Gestalt annimmt. Zentral wird diese Thematik in „Lvíče“, erschienen 1969; deutsch unter dem Titel „Junge Löwin“, 1969 bzw. „Die Moldau. Eine politische Liebesgeschichte“, 1996. Škvorecký erzählt darin von der jungen KZ-Überlebenden, Leona Silbersteinová („slečna Stříbrná“), die nach dem Krieg Rache an einem Mann nimmt, der seine Verlobung mit deren älteren Schwester wegen ihrer jüdischen Herkunft löste und sie dadurch dem Zugriff durch die Deutschen und damit der Vernichtung auslieferte.
Sein Hauptwerk stellen die fünf Romane mit seinem literarischen alter ego Danny Smiřický dar (Zbabělci, Tankový prapor, Mirákl, Prima sezóna und Příběh inženýra lidských duší). Er verfasste jedoch auch eine Vielzahl anderer Werke, u. a. eine Detektiv-Trilogie. 1980 wurde ihm der Neustadt International Prize for Literature verliehen. Er gehörte dem tschechischen Schriftstellerverband Obec spisovatelů an.
1982 war er für den Nobelpreis vorgeschlagen. 1999 stellte Sigrid Löffler bei einer Besprechung der 1997 und 1998 auf Deutsch erschienenen Romane Eine prima Saison und Der Seeleningenieur in Die Zeit fest: „In ihm haben wir einen großen mitteleuropäischen Autor, den es noch zu entdecken gilt.“ 1985 verlieh ihm die Stadt Toronto den Toronto Book Awards für seine englische Fassung von Der Seeleningenieur. Eine lebenslange Freundschaft verband ihn mit dem Musikschriftsteller Lubomír Dorůžka, mit dem er mehrere Jazz-Publikationen herausgab.
Nach der Samtenen Revolution verlieh ihm 1990 Präsident Václav Havel die höchste tschechoslowakische Auszeichnung, den Orden des Weißen Löwen. Seine Heimatstadt Náchod ernannte ihn am 14. Mai 1990 zum Ehrenbürger. In Prag wurde die Josef-Škvorecký-Gesellschaft gegründet, die ein gleichnamiges Privatgymnasium betreibt. Die Josef-Škvorecký-Literaturakademie bietet Lehrgänge in kreativem Schreiben und Medienkultur an. Aus Anlass seines 80. Geburtstages 2004 fand in seiner Heimatstadt Náchod eine Konferenz statt, an der neben Präsident Václav Klaus zahlreiche Persönlichkeiten des öffentlichen Lebens sowie in- und ausländische Schriftsteller und Literaturwissenschaftler teilnahmen. Der Tagungsband erschien 2005 unter dem Titel: Škvorecký 80 – sborník z mezinárodní konference o díle Josefa Škvoreckého, která se uskutečnila v Náchodě u příležitosti autorova životního jubilea ve dnech 22.–24. září 2004 ISBN 80-86877-13-2.
Am 6. Dezember 2009 wurde ihm in Breslau der polnische Mitteleuropäische Literaturpreis Angelus verliehen, und zwar für Der Seeleningenieur als das beste in polnischer Sprache erschienene Buch des vergangenen Jahres.
Der von der Josef-Škvorecký-Gesellschaft gestiftete Josef-Škvorecký-Preis wurde in den Jahren 2007–2016 verliehen.

## Werke
- Zbabělci. Praha 1958

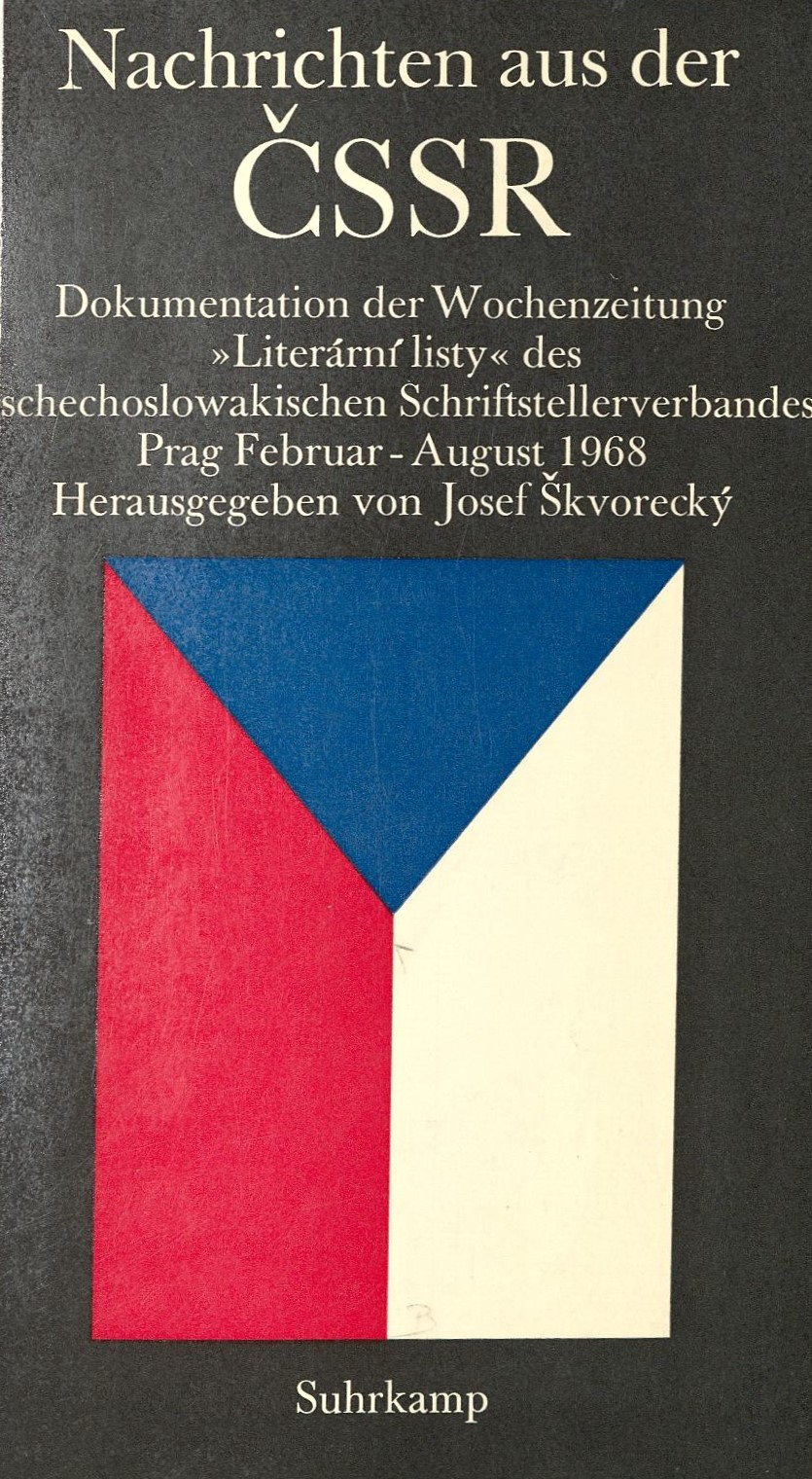
Nachrichten aus der ČSSR (nach dem Einmarsch, 1968)

  - Feiglinge. Übersetzung Karl-Heinz Jähn. Luchterhand, Neuwied 1969
- Legenda Emöke. Praha 1963
  - Legende Emöke. Hanser, München 1966
- Sedmiramenný svícen. Naše vojsko, Praha 1964
- Bassaxofon. Praha 1967
  - Das Baßsaxophon. Jazzgeschichten. Übersetzung Andreas Tretner. DVA, Stuttgart 2005, ISBN 3-421-05250-6
- (Hrsg.): Nachrichten aus der ČSSR : Dokumentation der Wochenzeitung "Literární listy" des Tschechoslowakischen Schriftstellerverbandes Prag, Februar – August 1968. Frankfurt am Main : Suhrkamp, 1968
- Lvíče. Praha 1969
  - Junge Löwin. Ein kriminalistisches Melodrama. Übersetzung Ludmilla Sass. Luchterhand, Neuwied 1971 (veränderte Fassung gegenüber dem Original, vom Verfasser autorisiert)
  - Die Moldau. Eine politische Liebesgeschichte. Übersetzung Ludmilla Sass. Rowohlt, Reinbek 1986
- Tankový prapor. Toronto 1971
- Mirákl. Sixty-Eight Publishers, Toronto 1972
  - Das Mirakel. Übersetzung Johanna Posset (aus der engl. Fassung). Deuticke, Wien 2001, ISBN 3-216-30438-8
- Prima sezóna. Toronto 1975
  - Eine prima Saison. Übersetzung Marcela Euler. Deuticke, Wien 1997, ISBN 3-216-30322-5
- Příběh inženýra lidských duší. Toronto 1977
  - Der Seeleningenieur. Übersetzung Marcela Euler. Deuticke, Wien 1998, ISBN 3-216-30397-7
- Příběh neúspěšného tenorsaxofonisty – Dichtung und Wahrheit – Vlastní životopis. ISBN 80-901731-0-1.
- Swing na malém městě – Vzpomínky na orchestr Miloslava Zachovala, významný amatérský swingband protektorátní éry. Zusammengestellt von Josef Škvorecký und Boris Mědílek. Hrsg. Ovo Železný, Praha 2002, ISBN 80-237-3710-4